# Terjit

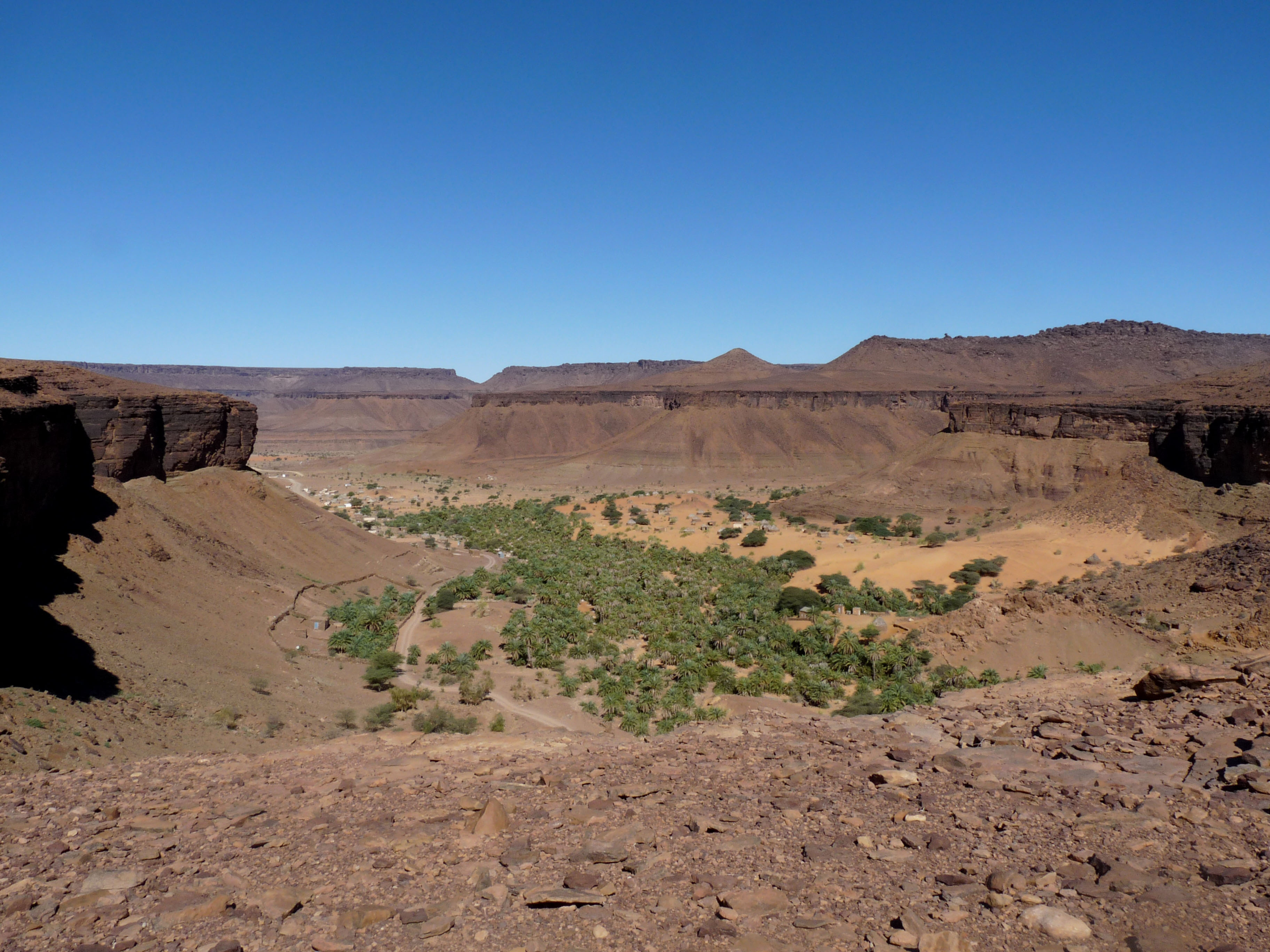
Terjit

Terjit eller N'Terguent är en oas och stad i västra Adrar i Mauretanien. Staden har 2.573 invånare (2000).